# Marsdenia rzedowskiana
Marsdenia rzedowskiana är en oleanderväxtart som beskrevs av V. Juarez-jaimes och W.D. Stevens. Marsdenia rzedowskiana ingår i släktet Marsdenia och familjen oleanderväxter. Inga underarter finns listade i Catalogue of Life.